# Anna Mahler
Anna Justine Mahler (n. 15 iunie 1904, Viena, Austro-Ungaria – d. 3 iunie 1988, Londra, Anglia, Regatul Unit) a fost o sculptoriță austriacă.

## Primii ani

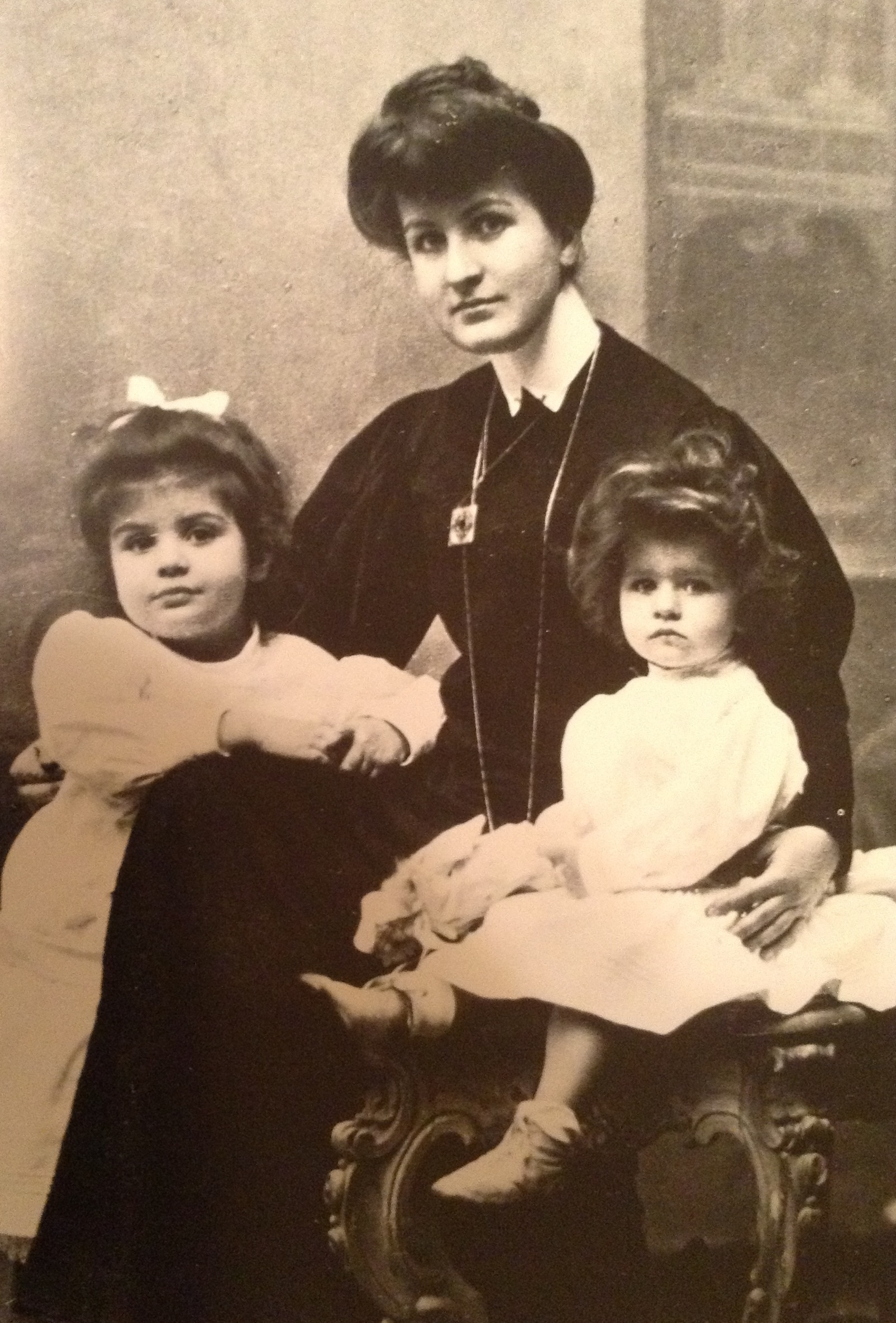
Anna Mahler (la dreapta) cu sora ei mai mare, Maria și mama ei, carte de visite cabinet carte de fotografie din 1906

Născută în Viena, Anna Mahler a fost cel de-al doilea copil al compozitorului Gustav Mahler și soția sa Alma Schindler. Părinții îi mai spuneau și „Gucki” datorită ochilor ei mari si albastri (Gucken în limba germană însemnând „a arunca o privire” sau „a se uita pe furiș”). Copilăria și-a petrecut-o în umbra vieții amoroase a mamei sale și al celebrului său salon. Anna, de asemenea, a suferit pierderea surorii mai mari, Maria Mahler (1902-1907), care a murit de scarlatină când Anna avea doar doi ani și a tatălui ei, care a murit când ea avea șase ani. Consecința celor două tragedii a dus la o poveste de dragoste a mamei ei cu arhitectul german Walter Gropius și o relație furtunoasă cu pictorul expresionist, austriac, Oskar Kokoschka. Cea de-a doua căsătorie a lui Alma Mahler cu Gropius, cu toate acestea, a oferit o aparență a vieții de familie în timpul adolescenței lui Anna - precum și nașterea surorii vitrege, Manon Gropius (1916-1935).
Anna a fost educată de către tutori și în același timp s-a bucurat de atenția primită din partea prietenilor mamei ei, incluzând multe dintre cele mai importante personalități artistice în muzică, arte vizuale și literatură. Ca fiica a legendarului Gustav Mahler, se aștepta ca Anna să aibă o carieră muzicală. Cu toate acestea, mai degrabă decât să fie un muzician profesionist, Anna s-a îndrăgostit de un muzician, un tânăr dirijor, Rupert Koller.

## Viața personală
Căsătoria a avut loc la 2 noiembrie 1920, când Anna avea doar șaisprezece ani și s-a încheiat în câteva luni. Curând după aceea, Anna s-a mutat la Berlin pentru a studia arte plastice. În timpul acesta, s-a îndrăgostit de compozitorul Ernst Krenek , care mai târziu a fost rugat de către Alma să producă o copie cât mai fidelă a unei partituri neterminate a lui Mahler din a Zecea Simfonie. Cei doi s-au căsătorit pe 15 ianuarie 1924, dar și această căsătorie nu a durat mult, parăsindu-l pe Krenek pentru totdeauna în noiembrie 1924. În acest timp, Krenek și-a finalizat Concertul de Vioara Nr. 1, Op. 29. Violonista australiană Alma Moodie l-a ajutat pe Krenek să obțină asistență financiară din partea sponsorului ei elvețian, Werner Reinhart (datorită căruia Krenek și Mahler au locuit în Zürich) iar în semn de recunoștință, Krenek a dedicat concertul lui Moodie, concert care a avut premiera pe 5 ianuarie 1925, în Dessau. Divorțul lui Krenek de Anna Mahler a fost final la câteva zile după premieră. Krenek nu a participat la premieră, dar cu toate acestea a avut o aventură cu Moodie, o aventură care a fost descrisă ca fiind "de scurtă durată și complicată".
S-a căsătorit cu editorul Paul Zsolnay, pe 2 decembrie 1929, și au avut o fiică, Alma (5 noiembrie 1930 – 15 noiembrie 2010). Cuplul a divorțat în 1934.
Anul 1939, aprilie, a găsit-o în Hampstead, în Londra, după ce a fugit din Austria nazistă. La 3 martie 1943 s-a căsătorit cu dirijorul Anatole Fistoulari cu care a avut o fiica, Marina (născută la 1 august 1943).
După război, s-a mutat în California unde a locuit timp de câțiva ani. În timp ce încă era căsătorită cu Fistoulari, dar trăiau separat, ea a apărut în emisiunea radio „You Bet Your Life" pe 2 ianuarie 1952 (și pe 3 ianuarie 1952 în ediția televizată). Căsătoria celor doi a luat sfârșit în 1956.
În 1970 s-a căsătorit cu al cincilea soț, Albrecht Joseph (1901-1991), un editor si scriitor de scenarii de film de la Hollywood. După ce mama ei a murit în 1964, Anna, acum independentă financiar, s-a întors la Londra pentru o perioadă de timp până s-a decis în cele din urmă să trăiască în Spoleto în Italia, începând cu anul 1969.
Mahler a declarat că a găsit dragostea adevărată alături de ultimul soț, dar că la părăsit la vârsta de șaptezeci și cinci de ani pentru ca ambii să se dezvolte personal, deoarece au petrecut prea mult timp având grijă unul de celălalt.
A murit în 1988, în Hampstead, în timp ce își vizita fiica Marina. Ea este înmormântată la Cimitirul Highgate.

## Carieră artistică

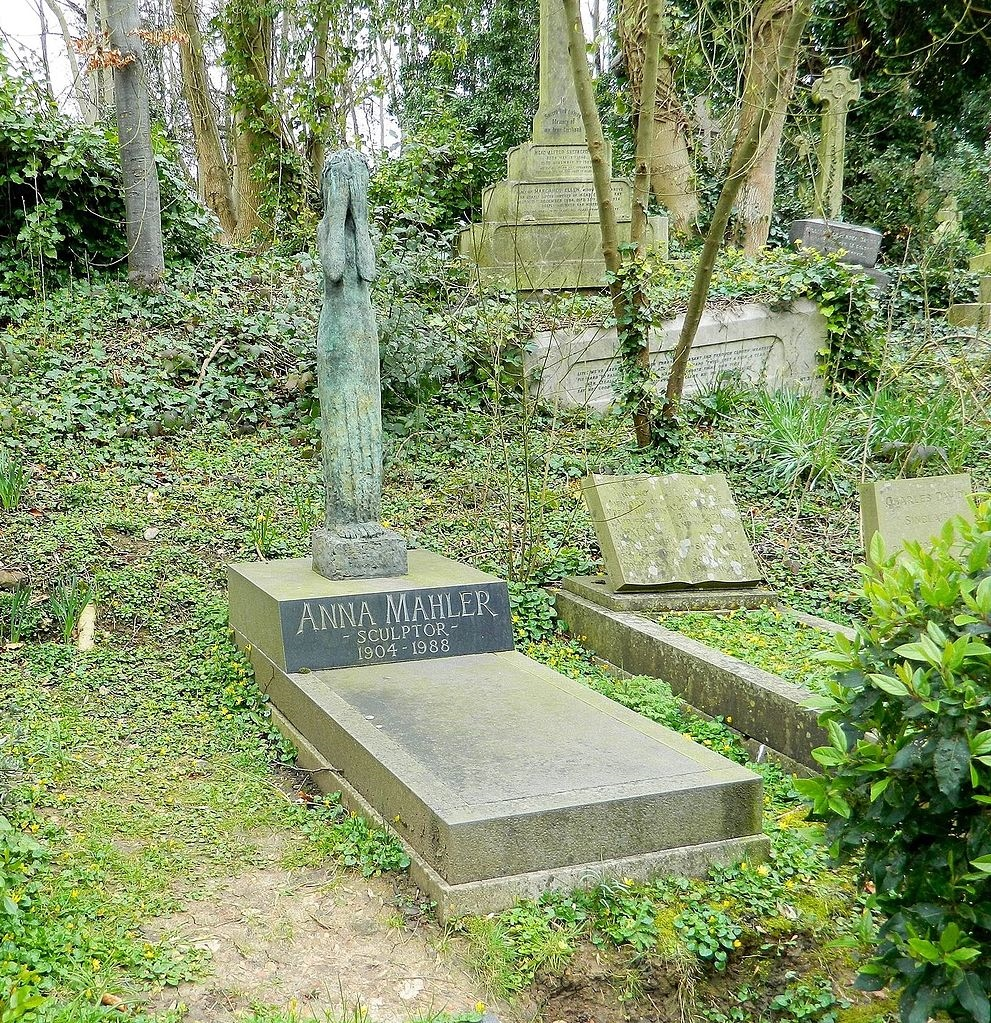
Mormântul Annei Mahler în Cimitirul Highgate

Înclinația lui Anna Mahler către artele vizuale a început devreme, atunci când a vizitat studioul lui Oskar Kokoschka. A fost de asemenea un model pentru soacra ei, pictorița Broncia Koller-Quintas. După divorț, Anna a studiat arta și pictura în Berlin, Roma și Paris, in anii 1920. La vârsta de douăzeci și șase de ani, a descoperit că sculptura este mediul în care ea ar putea exprima cel mai bine creativitatea ei. După ce a luat lecții de sculptură în Viena în anul 1930 de la Fritz Wotruba, ea a devenit un sculptor de renume acolo și a fost distinsă cu Grand Prix-ul de la Paris din 1937.
Pe lângă sculptura în piatră, Anna Mahler a realizat capete de bronz pentru mulți muzicieni consacrați ai secolului 20, printre care Arnold Schönberg, Alban Berg, Artur Schnabel, Otto Klemperer, Bruno Walter, Rudolf Serkin și Eileen Joyce.